# 札幌市交通局210形電車
札幌市交通局210形電車（さっぽろしこうつうきょく210がたでんしゃ）は、札幌市交通局が1958年に導入した札幌市電の路面電車車両である。

## 概要
1958年（昭和33年）に登場した。211～216号の6両。330形をモデルにした「札幌スタイル」と呼ばれる、丸みの多い正面1枚窓のデザインが採用された道産電車である。
札幌綜合鉄工共同組合で、廃車となった単車110形・120形の主要機器を流用して製造された。台車は道産電車200形と同じメタル軸受のもので、苗穂工業が製造した。215・216号が1989年（平成元年）3月に廃車され、残り4両はその後も使用されている。2013年（平成25年）5月5日から運行を開始したA1200形と入れ替わる形での引退が予定されているが、2015年（平成27年）3月より順次実施されている3300形・A1200形以外の車両を対象とした方向幕のLED化改造は、当形式に対しても行われている。2021年（令和2年）には、210形の廃車が再開され、213号が廃車された。

## 改造
立ち席スペース設置
混雑緩和のため、運転席右後ろの座席を一部撤去し、立ち席スペースとした。
集電装置
当初の集電装置はビューゲルであったが、Z形パンタグラフに変更された。
ワンマン化
1970年（昭和45年）11月から1971年（昭和46年）1月にかけて同局の南車庫（現：電車事業所）で全車ワンマン化され、識別のため、車体に蛍光色の赤帯が入れられた。
制御器
ワンマン化と同時に600形や東京都電8000形の廃車発生品の主幹制御器と主制御器を流用して直接制御から間接非自動制御に改造された。
車体更新
1978年（昭和53年）から1980年（昭和55年）にかけて車体更新が実施された。車体形状に変化は無いが、ワンマン化の完了に伴い、車体の識別帯は蛍光赤から白に変更された。
トラムレストラン
1988年（昭和63年）6月に215号が「世界・食の祭典」開催に合わせてトラムカーレストランに改造された。車体を赤色一色に塗り替え、床を310 mmかさ上げして車内に厨房と客室（定員28名）、中扉の位置に騒音対策を兼ねた泡洗浄式簡易水洗式便所を設置した。同年7月3日から10月10日までキリンビールの営業で運行された。
車体更新 (2)
1988年（昭和63年）から211 - 214号が車体更新を受けた。運転席用の換気口と方向幕が一体化され、前照灯は腰部に2灯並べられたため、外観が大きく変化した。塗色も同系統の色であるが、明るいものに変更された。札幌交通機械の施工で、更新時期は211号が1988年10月、212号が1988年12月、213号が1989年8月、214号が1989年11月。
台車枠更新
213は2007年（平成19年）、214は2010年（平成22年）に台車枠を道産台車から川崎重工業KW-181への更新が行われている。併せて屋根上のベンチレーター撤去、天井への配線ダクト新設、3300形同様のLED表示による車内案内装置の新設が行われている。211、212は当面未更新のまま使用される見込みである。
集電装置更新(2)
2017年5月に211号、2017年9月に212号がZ形パンタグラフから250形と同様のシングルアームパンタに変更された。

## 廃車・保存車
- 215号 - 1989年（平成元年）3月に廃車された。トラムカーレストランの状態のまま余市町内の飲食店に引き取られたが、後年に解体された。
- 216号 - 1989年（平成元年）3月に廃車された。市内西区の児童図書館に保存された。なお、後年に車体を335号（2000年に廃車）のものと交換したため、残っているのは台車等のみである。
- 213号 - 2021年（令和2年）9月をもって運行を終了し、廃車された[3]。車内表示器などの部品を取り外した上でオークションに出品された[4]。落札した石狩市の男性がクラウドファンディングを実施し[5]2022年（令和4年）4月16日より、札幌市北区屯田にある建設会社の敷地内で保存されている[6]。

## 全面広告車両
2025年8月現在、214号がコニサーオイルの全面広告車両となっている。
212号が2012年12月19日 - 2013年3月31日まで初音ミクのさっぽろ雪まつり向けバージョン「雪ミク」のイラストを用いたラッピング車両となっていた。同車の車内放送は初音ミクの担当声優である藤田咲のものを使用していた。また、213号が引退するまでは不動産会社、くきつの広告をしていた。

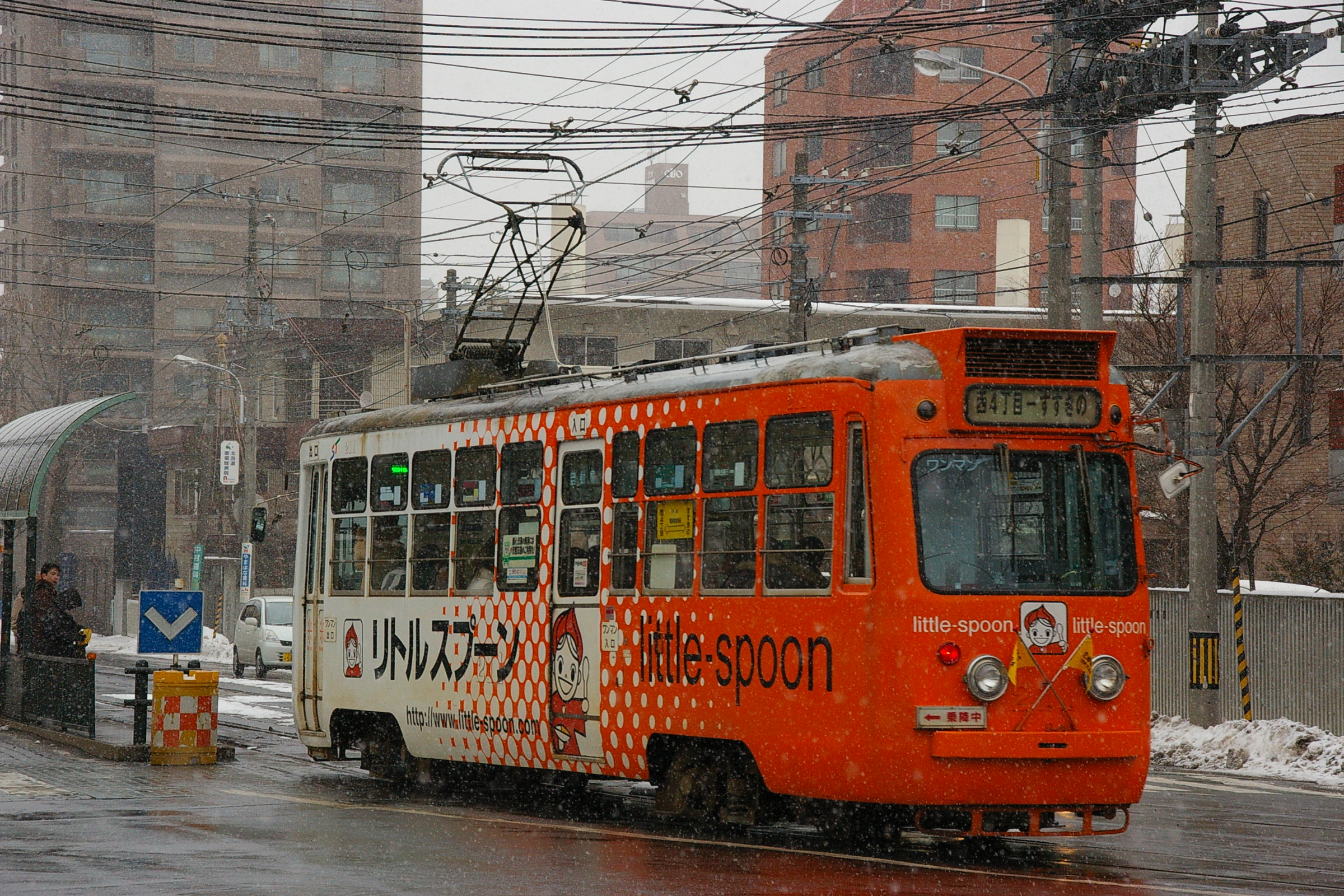
リトルスプーン広告の211号
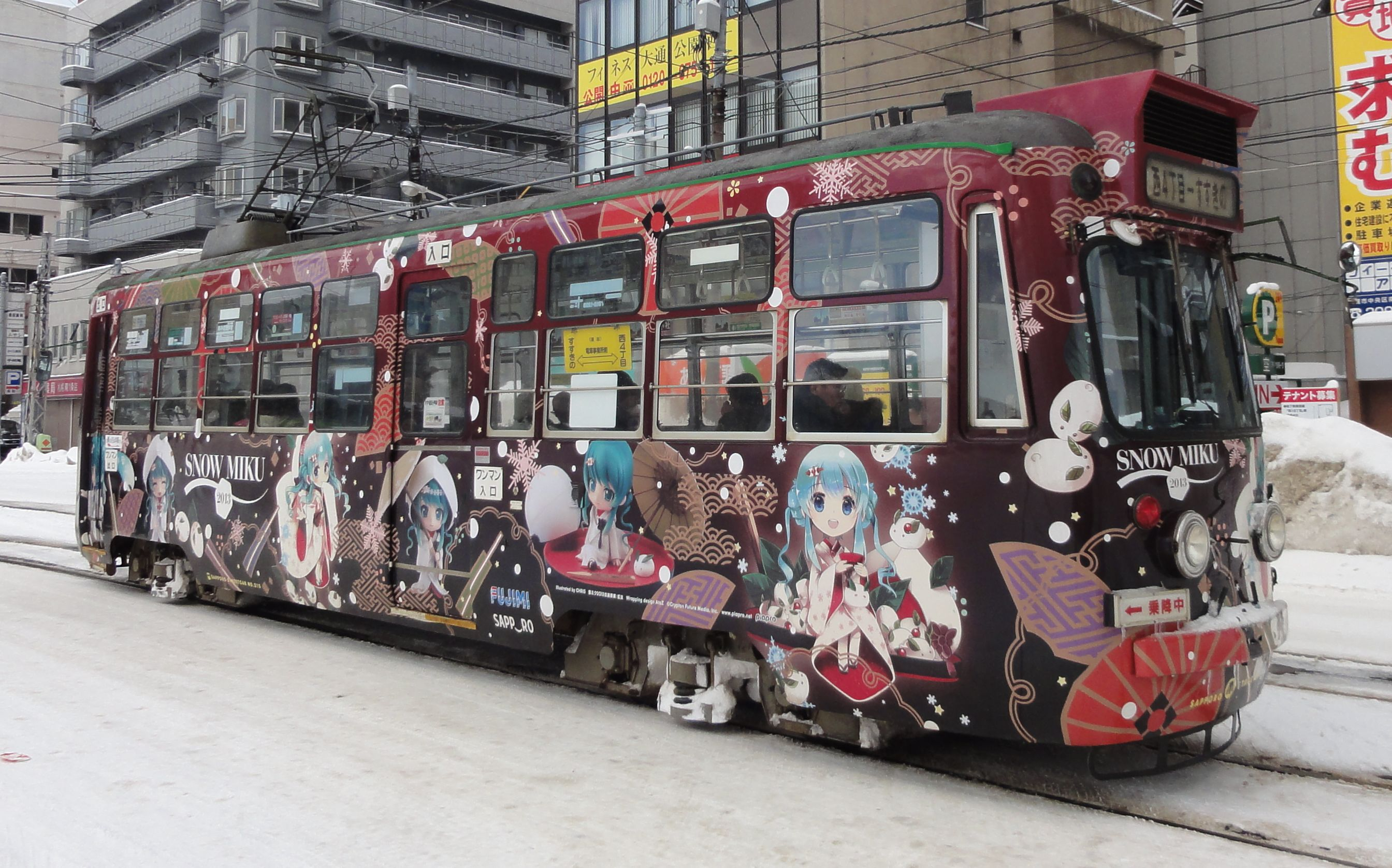
2012 - 2013シーズンの「雪ミク」ラッピングをされた212号

## 主要諸元
- 全長：12,500mm
- 全幅：2,230mm
- 全高：3,675mm
- 自重：14.4t
- 定員：100人
- 出力・駆動方式：37.3kW×2・吊り掛け式
- 台車型式：札幌綜合鉄工協同組合メタル軸受け式